# MFK Dnistroweć Białogród nad Dniestrem
Dnistroweć Białogród nad Dniestrem (ukr. Міні-футбольний клуб «Дністровець» Білгород-Дністровський, Mini-Futbolnyj Kłub "Dnistroweć" Biłhorod Dnistrowśkyj) – ukraiński klub futsalu, mający siedzibę w mieście Białogród nad Dniestrem, w obwodzie odeskim. W 1990 występował w rozgrywkach mistrzostw Ukraińskiej SRR.

## Historia
Chronologia nazw:
- 1990: Dnistroweć Białogród nad Dniestrem (ukr. «Дністровець» Білгород-Дністровський)
- 1992: klub rozwiązano

Klub futsalowy Dnistroweć Białogród nad Dniestrem został założony w Białogrodzie nad Dniestrem w 1990 roku. W 1990 debiutował w mistrzostwach Ukraińskiej SRR w futsalu. Od 31 stycznia do 3 lutego 1991 roku startował w Żółtych Wodach w rozgrywkach turnieju "Młodzież Ukrainy", zajmując 3 miejsce w grupie, nie kwalifikując się do finałów.
Potem klub z powodów problemów finansowych został rozwiązany.

## Sukcesy

### Trofea międzynarodowe
Nie uczestniczył w rozgrywkach europejskich (stan na 31-05-2019).

### Trofea krajowe
| \| \| Zdobyte trofea w rozgrywkach Ukrainy (stan na: 31-05-2019) \| |                                                            |      |                     |
| Rozgrywki                                                           | Osiągnięcie                                                | Razy | Sezon(y)            |
| · Mistrzostwo                                                       | I miejsce                                                  | 0    |                     |
| · Mistrzostwo                                                       | II miejsce                                                 | 0    |                     |
| · Mistrzostwo                                                       | III miejsce                                                | 0    |                     |
| · Mistrzostwo                                                       | 4-5. miejsce                                               | 1    | 1990 (nieoficjalne) |
| Puchar                                                              | zdobywca                                                   | 0    |                     |
| Puchar                                                              | finalista                                                  | 0    |                     |
| II liga                                                             | I miejsce                                                  | 0    |                     |
| II liga                                                             | II miejsce                                                 | 0    |                     |
| II liga                                                             | III miejsce                                                | 0    |                     |
| Ukraina                                                             | Zdobyte trofea w rozgrywkach Ukrainy (stan na: 31-05-2019) |      |                     |

## Struktura klubu

### Stadion
Klub rozgrywał swoje mecze domowe w Hali SK Dnistroweć w Białogrodzie nad Dniestrem. Pojemność: 500 miejsc siedzących.